# Seriolina
Seriolina is een monotypisch geslacht van straalvinnige vissen uit de familie van horsmakrelen (Carangidae).

## Soort
- Seriolina nigrofasciata (Rüppell, 1829)